# Sovetskij (Oblast' di Leningrado)
Sovetskij è una cittadina della Russia europea nordoccidentale, situata nella oblast' di Leningrado (rajon Vyborgskij).
Si trova sulla costa orientale della baia di Vyborg, nel golfo di Finlandia, circa 150 chilometri a nordovest di San Pietroburgo.
Appartenne fino al 1940 alla Finlandia, con il nome di Johannes; venne ribattezzata con il nome attuale nel 1948.